# حامد أحمديه
حامد أحمديه (بالفارسية: حامد احمدیه) هو طبيب عيون إيراني، ولد في 1953 في طهران في إيران.